# Thiago Cunha
Thiago dos Santos Cunha, mais conhecido como Thiago Cunha (Volta Redonda, 25 de abril de 1985), é um futebolista brasileiro que atuava como Atacante. 

## Carreira
Thiago foi revelado nas categorias de base do Barra da Tijuca e teve passagens por clubes Brasileiros e do Exterior até chegar ao Santa Cruz em 2008, onde teve rápida e boa passagem, marcando 8 gols em 6 jogos. Em seguida foi negociado com o Palmeiras.
Sua estreia foi em um jogo da Copa Sul-americana contra o Vasco em 17 de setembro de 2008. O Palmeiras venceu a partida por 3 x 0 com dois gols de sua autoria e eliminou a equipe carioca que havia ganho o primeiro jogo por 3x1.
Thiago tem contrato com o Desportivo Brasil, equipe da Traffic, que comprou 70% dos seus direitos econômicos do Iraty (PR).
No início de 2010 atuou pelo Nacional (PB) no Campeonato Estadual onde anotou 11 gols.
Estava no Treze (PB) onde foi emprestado até o final da Série D 2010.
Em 2011 volta ao Santa Cruz, onde sagrou-se campeão pernambucano.
No final do ano assinou com Guaratinguetá, sendo dispensado em fevereiro de 2012. Pouco tempo depois retorna ao Treze.
Se transferiu para o futebol tailandês no meio de 2012, onde em poucos meses marcou 25 gols.
Transferiu para o Náutico 2018 para a disputa da série C.

## Títulos
Treze
- Campeonato Paraibano: 2010

Santa Cruz
- Campeonato Pernambucano: 2011

Chonburi
- Liga Tailandesa: 2012 e 2014